# میلان ماکاریچ
میلان ماکاریچ (سیریلیک صربی: Милан Макарић؛ زادهٔ ۴ اکتبر ۱۹۹۵) بازیکن فوتبال اهل صربستان است.
از باشگاه‌هایی که در آن بازی کرده‌است می‌توان به باشگاه فوتبال وویوودینا اشاره کرد.
وی همچنین در تیم‌های ملی فوتبال زیر ۲۰ سال صربستان، زیر ۲۱ سال صربستان، و صربستان بازی کرده‌است.